# Wilhelm von Biela
Wilhelm von Biela (Wilhelm Freiherr von Biela, n. 19 martie 1782, Südharz⁠(d), Saxonia-Anhalt, Germania – d. 18 februarie 1856, Veneția, Imperiul Austriac) a fost un ofițer militar și un astronom amator german-austriac.
Acesta a descoperit în mod independent două comete deja descoperite (dintre care una este marea cometă din 1823) și a descoperit o cometă periodică, cometa Biela. Craterul lunar Biela poartă numele său. De asemenea, planeta minoră 2281 Biela îi poartă numele.